# Glemmebogen - Jul & nytår
Glemmebogen – Jul & nytår er et album udgivet af Kim Larsen & Kjukken den 8. november 2004. Albummet indeholder en række julesange.
Albummet solgte 130.000 eksemplarer i 2004, og var dermed årets bedst sælgende album. Det var andet år i træk, at Kim Larsen & Kjukken toppede albumsalgslisterne, idet 7-9-13 fra året før med over 140.000 solgte eksemplarer også havde toppet listen.

## Spor
1. "Der er noget i luften" - 2:17
2. "En rose så jeg skyde" - 3:25
3. "Juletræet med sin pynt" - 2:00
4. "Så' det jul" - 2:58
5. "Et barn er født i Betlehem" - 3:14
6. "Julen har bragt velsignet bud" - 2:26
7. "Børn og voksne i kærlig krans" - 2:35
8. "Højt fra træets grønne top" - 3:32
9. "Velkommen igen, Guds engle små" - 2:53
10. "Sikken voldsom trængsel og alarm" - 2:50
11. "Kimer, I klokker!" - 3:13
12. "Sig nærmer tiden" - 2:36
13. "Lysets engel går med glans" - 2:33
14. "Tak for alt i det gamle år" - 2:44